# Marite Ozers
Marite Ozers ou Mārīte Ozere (9 avril 1944 en Lettonie) est une reine de beauté américaine, couronnée miss Illinois USA 1963, puis miss USA 1963.

## Source de la traduction
- (en) Cet article est partiellement ou en totalité issu de l’article de Wikipédia en anglais intitulé « Marite Ozers » (voir la liste des auteurs).